# شورية سومطرية
شورية سومطرية (الاسم العلمي:Shorea sumatrana) هي نوع غير مؤكد من النباتات تتبع جنس الشورية من فصيلة مجنحية الثمر.